# Fraseologia
Em linguística, fraseologia descreve o contexto no qual uma palavra é usada. Isto com frequência inclui sequências e empregos típicos, tais como expressões idiomáticas, verbo preposicionado, e unidades integradas por várias palavras. Unidades fraseológicas são, segundo o Professor Kunin A. V., grupos de palavras estáveis com significados parcial ou plenamente transferidos (e.g., “bater as botas”: morrer).
Bengt Altenberg afirma que a fraseologia é uma parte obscura de um idioma. Ela engloba o lado convencional, ao invés do lado produtivo ou regido por regras da língua, e envolve variados tipos de unidades compostas e expressões “predefinidas ”, tais como expressões idiomáticas, frases feitas e locuções.
De acordo com Rosemarie Glaeser, uma unidade fraseológica é um grupo de palavras lexicalizado, reproduzível, bilexêmico (i.e., composto por duas palavras) ou polilexêmico (integrado por vários termos) em uso comum, que possui uma relativa estabilidade sintática e semântica, que pode ter características idiomáticas, que pode conter conotações, e que pode ter uma função enfática ou intensa em um texto.

## Histórico do desenvolvimento da fraseologia
Gabriele Knappe proporciona uma visão rápida da história da fraseologia. Fraseologia é uma abordagem acadêmica da língua desenvolvida no século XX. Ela decolou quando a noção de Charles Bally sobre locutions phraseologiques (locuções fraseológicas) entrou na lexicologia e lexicografia russa nas décadas de 1930 e 1940 e foi subsequentemente desenvolvida na ex-União Soviética e outros países do Leste Europeu. A partir do final da década de 1960, ela se estabeleceu na linguística da Alemanha (Oriental), mas foi também esporadicamente aproximada da linguística inglesa. 
As primeiras adaptações inglesas de fraseologia foram realizadas por Weinreich (1969); e inseridas na abordagem da gramática transformacional por Arnold (1973) e Lipka (1974). Na Grã-Bretanha, assim como em outros países europeus ocidentais, a fraseologia tem sido firmemente desenvolvida nos últimos vinte anos. As atividades da Sociedade Europeia de Fraseologia (sigla em inglês EUROPHRAS: European Society of Phraseology) e a Associação Europeia de Lexicografia (EURALEX: European Association for Lexicography) com suas convenções regulares e publicações atestam o prolífero interesse europeu pela fraseologia. 
Com relação a publicações bibliográficas, a volumosa bibliografia de Joachim Lengert (1988-1999) é um inventário de estudos sobre fraseologia, em sentido lato, na filologia românica “do começo até 1997”. Ela compreende 17.433 títulos. 
Bibliografias de estudos recentes sobre a fraseologia inglesa ou geral estão incluídas em Welte (1990 e em especial reunidos em Cowie / Howarth (1996), cuja bibliografia é reproduzida e prosseguida na internet, e fornece uma rica fonte das mais recentes publicações do setor.